# 2022 في الجزائر
هذه المقالة تتضمن أهم الأحداث التي حدثت في الجزائر في سنة 2022.

## الحكم
- رئيس الجمهورية – عبد المجيد تبون
- رئيس الحكومة – أيمن بن عبد الرحمان
- وزير الداخلية – كمال بلجود

## الأحـداث
- 17 أغسطس/أوت - وفاة 26 شخصاً بسبب حرائق الغابات في الجزائر.[1]

## الرياضة
- شارك منتخب الجزائر لكرة القدم في نهائي كأس الأمم الأفريقية 2021 في الكاميرون وخرج مبكرا.
  - 11 جانفي 2022 تعادلت الجزائر مع  سيراليون بـ: 0 – 0.
  - 16 جانفي 2022 إنهزمت الجزائر أمام  غينيا الاستوائية بـ: 0 – 1.
  - 20 جانفي 2022 إنهزمت الجزائر امام  ساحل العاج بـ: 1 – 3.

## وفـيات
- 3 يناير/جانفي: – كمال لموي، المدرب الأسبق لمنتخب الجزائر لكرة القدم (83 سنة).[2]
- 5 يناير/جانفي: – محمد حلمي، كاتب وممثل ومخرج جزائري (90 سنة).
- 9 يناير/جانفي: – عبد الكريم كروم، لاعب كرة قدم جزائري (85 سنة).
- 12 يناير/جانفي: – عثمان بلوزداد، مناضل مجاهد وأحد أعضاء مجموعة لـ 22 التاريخية. (93 سنة).
- 2 فبراير/فيفري: – عبد الحميد زوبا، لاعب كرة قدم جزائري (91 سنة).
- 6 فبراير/فيفري: – عبد المالك علي مسعود، لاعب كرة قدم جزائري (66 سنة).
- 22 فبراير /فيفري: – صافي بوديسة، أول وزير عمل في عهد الجزائر المستقلة (93 سنة).
- 23 مارس: – مولود بلحاج، عسكري عميد والمدير العام لمؤسسة تطوير صناعات الطيران.
- 3 أبريل/أفريل: – يمينة بشير، مخرجة سينمائية جزائرية.
- 14 أبريل/أفريل: – جولييت أكومبرا، مناضلة جزائرية من أصول أوروبية (92 سنة).
- 15 أبريل/أفريل: – محمود شعلال، رئيس الاتحاد الوطني للزوايا الجزائرية (73 سنة).
- 17 أبريل/أفريل: – مختار شرون، مجاهد وعضو جيش التحرير الوطني جزائري (85 سنة).
- 4 مايو – محمد حزيم، ممثل جزائري (70 سنة).
- 13 مايو – كريم جودي، سياسي جزائري (63 سنة).
- 18 مايو – فوزي منصوري، لاعب كرة قدم جزائري (66 سنة).
- 20 مايو – أحمد بن عيسى، ممثل جزائري (78 سنة).
- 22 مايو – شافية بوذراع، ممثلة وكاتبة جزائرية (92 سنة).
- 10 يونيو/جوان – بلال بن حمودة، لاعب كرة قدم جزائري (24 سنة).
- 17 يونيو/جوان – سيد أحمد فروخي، سياسي جزائري (54 سنة).
- 12 يوليو/جويلية – زهية منتوري، سياسية جزائرية.
- 1 أغسطس/أوت – نصر الدين قنيفي، مُخرج جزائري (79 سنة).
- 6 أغسطس/أوت – بوجمعة طلعي، سياسي جزائري (70 سنة).
- 16 أغسطس/أوت – بشير يلس، فنان جزائري مصمم مقام الشهيد (80 سنة).
- 28 سبتمبر – حاج علي (لاعب كرة اليد)، اللاعب السابق للمنتخب الجزائري لكرة اليد (46 سنة).
- 2 أكتوبر – علي بناني، مُغني المالوف
- 3 أكتوبر – عيسى حبيبي (إسمه الحقيقي: بوحويتة قرمش)، مجاهد الثورة الجزائرية(88 سنة).
- 11 أكتوبر – أبو عبد السلام، عالم دين مُسلم جزائري (75 سنة).
- 17 أكتوبر – محمد بكوش، مجاهد لواء متقاعد.
- 21 أكتوبر – عبد الحميد زدك، الرئيس الأسبق لمولودية الجزائر
- 30 نوفمبر – عثمان سعدي، كاتب ودبلوماسي جزائري.
- 4 ديسمبر – سعيد شيبان، طبيب ووزير جزائري.

## الـمراجع
1. ↑  حرائق الغابات في الجزائر تتسبب بوفاة 26 شخصاً نسخة محفوظة 2022-08-18 على موقع واي باك مشين.
2. ↑  وفاة مدرب الجزائر الأسبق متأثراً بفيروس كورونا نسخة محفوظة 3 يناير 2022 على موقع واي باك مشين.